# Vrede van Gavere

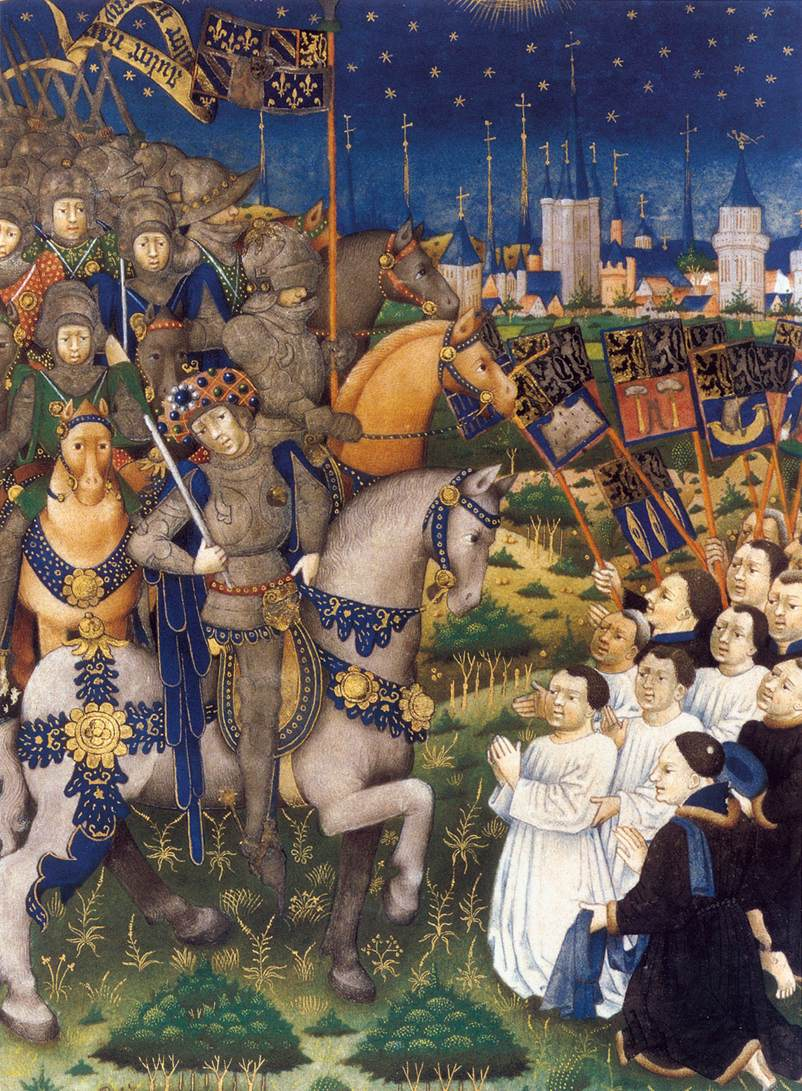
Na de nederlaag bij de slag van Gavere in 1453 moesten de Gentenaars Filips de Goede om vergiffenis smeken, in hun hemd, op hun knieën en in het Frans

De Vrede van Gavere is een verdrag dat de Gentse Opstand (1449-1453) afsloot.
Het verdrag werd gesloten tussen de strijdende partijen, de overwinnaar Filips de Goede en het leger van de stad Gent dat de Slag bij Gavere verloor. De slag vond plaats op 23 juli 1453. In het verdrag werd onder meer bepaald dat de stad gedeeltelijk haar privileges binnen het graafschap Vlaanderen en tegenover de hertog verloor. Ook betaalde de stad een boete van 350.000 cavaliers d'Or (goudstukken, letterlijk: gouden rijders), en een formele blootsvoetse en blootshoofdse overgave buiten de poorten van Gent.
Het zou vijfentwintig jaar duren voordat Gent een deel van zijn handelsvrijheden en privileges weer zou terugkrijgen. Een eerste rebellie kende in 1467 gedeeltelijk succes, maar werd twee jaar later bekocht met nog meer verlies van autonomie. Pas na het overlijden van Karel de Stoute in 1477 wist het stadsbestuur een aantal toegevingen af te dwingen van Maria van Bourgondië waardoor de strenge bepalingen van de Vrede van Gavere werden ingetrokken en de stad haar rechten terugkreeg.
De oorkonde van het verdrag, die zich in het Gentse stadsarchief bevindt, werd in 2002 gerestaureerd.

## Uitgave
- Louis-Prosper Gachard, Collection de documents inédits concernant l'histoire de Belgique, vol. II, 1835, p. 142-154